# 波音伦顿工厂
波音伦顿工厂（英語：Boeing Renton Factory）是波音公司的窄体商用客机包括波音737系列及其军用衍生型號的制造工厂。
當前在這裏生產的飛機包括波音737 MAX和P-8波賽頓海上巡邏機。工廠佔地面積為1,100,000平方英尺（102,000平方米）。該工廠毗鄰倫頓市立機場。
此外，波音929噴射船的生產線亦曾設於倫頓廠房，直至有關生產權售予日本為止。

## 背景來歷
波音伦顿工厂建在华盛顿湖水位于1916年降低后浮現的土地上。当时它被實業家查尔斯·H·伯内特购买，原先打算将其用于煤炭储存和运输。但這個計畫並未被實現，此片半沼泽地被轉為當成干草场使用。
1936年，伯内特的女儿艾米·路易斯·伯内特·邦德（Amy Louise Burnett Bond）将土地转让給华盛顿州政府。伯内特·邦德在高中求學時期是居住Howard Cranston Potter和Alice Kershaw Potter的家中，並與伯莎·波特（威廉·E·波音的妻子）成為密友。
第二次世界大战爆發後，華盛頓州政府把這片土地產權讓渡給聯邦政府。由於土地鄰近大片水域，美國海軍部計劃利用這片土地建立一座量產波音 XPBB Sea Ranger飞行艇工厂。但這片土地後來轉移給美國陸軍部，劃為提供波音公司量產B-29超級堡壘轟炸機之工廠所用，海上遊騎兵飛艇計劃取消，為了填補戰力缺口，替代方案是B-25米切尔型轰炸机製造商北美航空堪萨斯城工廠將原為陸軍製造B-25轟炸機的產能一部分劃供美国海军陆战队。
二戰勝利後，美國軍方提前結束戰略轟炸機訂單，波音在1946年7月關閉倫頓工廠。停工後的土地曾一度租借給馬戲團作為臨時居地。1949年，波音為了生產以B-29為基礎改良的C-97運輸機重開倫頓工廠運作，工廠此後同時為生產軍方與民航訂單，並運作到現代。
在1974年到1985年間，Renton工厂还被當作飛行艇工廠使用。在幫助海军建造飞马级水翼船的同時，也在旁邊進行民用波音929水翼船的生產。
倫頓工厂設有工廠專屬的铁路支线，提供BNSF鐵路的货物列车運輸從其它州產製的飛機總成進入工廠組裝。這個運輸模式始於1960年代製造波音707時開始使用，直到現代製造波音737MAX仍然保持了這個方式，到737時代，運輸總成已經是整組機身，將機身以鐵運送入工廠組裝，成為倫特工廠的一大特色。